# Guilherme V de Angolema
Guilherme V de Angolema herdou o território e título de Conde de Angolema de seu irmão, Vulgrino III, Conde de Angolema (que tinha uma filha: Matilda de Angolema). Guilherme V morreria sem filhos, e o título passaria para o seu irmão mais novo, Aimer de Angolema.